# Annalisa Buffa
Annalisa Buffa (14 febbraio 1973) è una matematica italiana, specializzata in analisi numerica e equazioni parziali differenziali. È docente di modellazione numerica e simulazione presso la Scuola politecnica federale di Losanna (Svizzera).

## Educazione e carriera
Buffa ha conseguito il master in computer engineering in 1996 e il dottorato di ricerca nel 2000, con la supervisione di Franco Brezzi presso l'Università di Milano, con la tesi Some numerical and theoretical problems in computational electromagnetism. È stata ricercatrice dal 2001 al 2004, quindi dal 2004 al 2013 ha svolto il ruolo di Direttrice di Ricerca (grado equivalente a Docente), e dal 2013 al 2016 è stata Direttrice dell'Istituto di matematica applicata e tecnologie informatiche "E. Magenes" (IMATI) del CNR a Pavia.
Dal 2016 è docente di matematica, modellazione numerica e simulazione in Svizzera presso la Scuola politecnica federale di Losanna.
È stata studiosa in visita presso alcune istituzioni, come il Laboratoire Jacques-Louis Lions della Sorbonne Université, l'École polytechnique dell'Università di Parigi VI, il Politecnico federale di Zurigo e l'Institute for Computational Engineering and Sciences (ICES) dell'Università del Texas ad Austin.

## Contributi
La ricerca di Buffa tratta un'ampia gamma di argomenti inerenti alle equazioni differenziali alle derivate parziali e all'analisi numerica, come: analisi isogeometrica, discretizzazione pienamente compatibile delle PDE, elasticità lineare e non lineare, meccanica del contatto, equazioni integrali su varietà non lisce, teoria funzionale per equazioni di Maxwell in domini lisci, tecniche agli elementi finiti per le equazioni di Maxwell, metodi di decomposizione di domini non conformi, analisi asintotica, tecniche di stabilizzazione per discretizzazioni agli elementi finiti.

## Riconoscimenti
- (2007) Premio Bartolozzi.[5]
- (2008) ERC Starting Grant.[6]
- (2014) È stata invitata come relatrice presso il Congresso internazionale dei matematici a Seul.[6]
- (2015) Collatz Prize.[5]
- (2016) ERC Advanced Grant.
- (2016) È divenuta membro dell'Academia Europæa.[6]

## Alcune pubblicazioni
- M. Ji, G. Ferrari-Trecate, M. Egerstedt e A. Buffa, Containment Control in Mobile Networks, in IEEE Transactions on Automatic Control, vol. 53, n. 8, 2008,  pp. 1972-1975, DOI:10.1109/TAC.2008.930098.
- Francesco P. Andriulli, Kristof Cools, Hakan Bagci, Femke Olyslager, Annalisa Buffa, Snorre Christiansen e Eric Michielssen, A Multiplicative Calderon Preconditioner for the Electric Field Integral Equation, in IEEE Transactions on Antennas and Propagation, vol. 56, n. 8, 2008,  pp. 2398-2412, Bibcode:2008ITAP...56.2398A, DOI:10.1109/TAP.2008.926788.
- A. Buffa, M. Costabel e D. Sheen, On traces for H(curl,Ω) in Lipschitz domains, in Journal of Mathematical Analysis and Applications, vol. 276, n. 2, 2002,  pp. 845-867, DOI:10.1016/S0022-247X(02)00455-9.
- A. Buffa e P. Ciarlet, On traces for functional spaces related to Maxwell's equations Part I: An integration by parts formula in Lipschitz polyhedra, in Mathematical Methods in the Applied Sciences, vol. 24, n. 1, 2001,  pp. 9-30, Bibcode:2001MMAS...24....9B, DOI:10.1002/1099-1476(20010110)24:1<9::AID-MMA191>3.0.CO;2-2.
- A. Buffa, G. Sangalli e R. Vázquez, Isogeometric analysis in electromagnetics: B-splines approximation, in Computer Methods in Applied Mechanics and Engineering, vol. 199, 17–20, 2010,  pp. 1143-1152, Bibcode:2010CMAME.199.1143B, DOI:10.1016/j.cma.2009.12.002.
- Annalisa Buffa e Snorre H. Christiansen, A dual finite element complex on the barycentric refinement, in Mathematics of Computation, vol. 76, n. 260, 2007,  pp. 1743-1770, Bibcode:2007MaCom..76.1743B, DOI:10.1090/S0025-5718-07-01965-5.
- Annalisa Buffa, Yvon Maday, Anthony T. Patera, Christophe Prud'Homme e Gabriel Turinici, A prioriconvergence of the Greedy algorithm for the parametrized reduced basis method, in Esaim: Mathematical Modelling and Numerical Analysis, vol. 46, n. 3, 2012,  pp. 595-603, DOI:10.1051/m2an/2011056.
- F. Auricchio, L. Beirão Da Veiga, A. Buffa, C. Lovadina, A. Reali e G. Sangalli, A fully "locking-free" isogeometric approach for plane linear elasticity problems: A stream function formulation, in Computer Methods in Applied Mechanics and Engineering, vol. 197, 1–4, 2007,  pp. 160-172, Bibcode:2007CMAME.197..160A, DOI:10.1016/j.cma.2007.07.005.